# Desa Pantelić
Desa Pantelić (1926 — 2013) bila je jugoslovenski i srpski slikar posleratne generacije. Diplomirala je 1958. na Akademiji likovnih umetnosti u Beogradu u klasi profesora Nedeljka Gvozdenovića. Imala je preko 20 samostalnih izložbi u zemlji i inostranstvu (Engleska i Italija) i brojne kolektivne izložbe sa članovima ULUS-a čiji je član od 1960. Opus Dese Pantelić obuhvata period od ranih 1960-tih do sredine 1970-tih, kada je prestala da izlaže i povukla se iz javnog života.

## Slikarstvo
Desa Pantelić pripada krugu umetnika Moderne, pretežno u okvirima nove figuracije, čiji se umetnički izraz može pratiti kroz nekoliko stilskih usmerenja: od post-ekspresionizma, apstraktnog ekspresionizma, pop-arta, do magijskog realizma. Posebno je bila cenjena kao kolorista i kao umetnik sa istančanim osećanjem za atmosferu. Posebno je primetan uticaj Marka Šagala (Marc Chagall) na njenu umetnost. Na samom početku karijere stekla je reputaciju kao izvanredan portretista zbog sposobnosti da prikaže karakter i psihološki trenutak portretisanog. Njena izložba portreta poznatih jugoslovenskih pozorišnih i filmskih umetnika u galeriji ULUS-a u Beogradu 1967. godine bila je po mnogo čemu jedinstven dogadjaj na beogradskoj kulturnoj sceni.
Slike Dese Pantelić, uglavnom rađene tehnikom ulje na platnu, nalaze se u privatnim zbirkama i muzejima u Beogradu, Londonu, Rimu, Riminiju, Oksfordu, Kragujevcu, Filadelfiji i Veroni. Njene izložbe u Engleskoj i Italiji posećivali su poznati tamošnji umetnici i književnici kao što su Herbert Rid (Herbert Read), Miloš Crnjanski i Đorđo de Kiriko (Giorgio de Chirico).

### Prikazi i intervjui (izbor)
- N. Bibić,"Na ekranu, na sceni i na platnu", Večernje novosti, 1 novembar 1967.
- D. Pantelić, "Ne interesuje me moderno slikarstvo" (intervju sa Đorđom de Kirikom), Politika ekspres, 10 avgust 1968.
- Mira Sretenović, "Glasna šaputanja", Praktična žena, 20 novembar 1969.
- Milosav Mirković, "Priznajem samo Tolstoja", Ekspres nedeljna revija, 7 februar 1971.
- M. Vlajić, "Lovorike muškarcima", Večernje novosti, 4 novembar 1972.
- Milan Lango, "Biti sam sa sobom", Večernje novosti, 20 avgust 1977.
- Žika Milutinović, "Usamljenost kao inspiracija", Ilustrovana Politika, 6 decembar 1977.

Pored mnogobrojnih jugoslovenskih i srpskih dnevnih listova i nedeljnika o Desi Pantelić pisali su renomirani časopisi i novine u inostranstvu: The Arts Review (1962), Oxford Mail (1962) i The Times (1962) a od kritičara i istoričara umetnosti koji su o njoj pisali izdvajaju se Zoran Markuš (1963), Dragoslav Đorđević (1963), Bratislav Ljubišić (1992), Antonelo Trombadori (Antonello Trombadori) (1970) i Đerardo Filiberto Dasi (Gerardo Filiberto Dasi) (1967).

### Studijska putovanja i boravci
London, Oksford, Pariz, Rim, Rimini, Venecija.

### Samostalne Izložbe (izbor)
- 1962. London, Drian Gallery
- 1962. Oksford, Oxford University Gallery
- 1963. Beograd, galerija Udruženja likovnih umetnika Srbije
- 1967. Beograd, galerija Udruženja likovnih umetnika Srbije
- 1967. Rimini, galerija Sala delle colonne
- 1968. Mladenovac, Galerija Narodnog univerziteta
- 1969. Kragujevac, Galerija Biblioteke grada
- 1970. Rim, galerija Stampa estera
- 1970. Ankona, Piccola Europa
- 1971. Rim, galerija La nuova pesa
- 1972. Beograd, Galerija Ateljea 212
- 1978. Verona, galerija Palazzo letteraria
- 1992. Zemun, Galerija Stara kapetanija (retrospektivna izložba)